# 佐藤良邦
佐藤 良邦（さとう よしくに、1911年7月10日 - 1991年9月21日）は、日本の実業家。東京12チャンネル（現在のテレビ東京）の社長を務めた。

## 経歴
東京都出身。佐藤信四郎の二男。1936年、早稲田大学文学部を卒業。日本経済新聞社の前身である中外商業新報に入社し、整理部、社会部、工業部各記者、通信、社会各部長、大阪支社編集長、編集局次長、総務部長、工務局長を経て、1959年2月に取締役に就任し、1965年4月には常務大阪本社代表に就任した。1972年3月に退任し、同年4月に東京12チャンネル副本部長、1973年4月に本部長を経て、株式会社に改組したのち同年11月から1975年10月まで社長を務めた。ほか、1954年9月から1965年10月までに早稲田大学政治経済学部講師を兼ね、日経映画社取締役を務めた。
1991年9月21日、胸膜炎により千葉県浦安市の病院で死去。80歳没。